# Кевін Вокер (музикант)
Кевін Вокер (англ. Kevin Walker; 18 грудня 1958; Честер-лі-стріт, Дарем, Велика Британія — 26 листопада 2023, Прага) — англійський музикант, гітарист постпанк-гурту Killing Joke. Вокер відрізнявся своєю особливою манорою, гри на гітарі, граючи в більш важкому гітарному ритмі (риф), у стилі пост-панк, в поєднанні, з психоделічним роком, в манорі арпеджіо, під впливом гурту The Byrds.
Вокер грає на гітарі марки Gibson ES-295 це його перша гітара на якій він почав грати в Killing Joke і грає по сьогодні.